# Perrine Monogatari
Perrine, sin familia (ペリーヌ物語 Perīnu monogatari?, "Historia de Perrine"), también conocida con el nombre de Sin familia o Las aventuras de Peline en Hispanoamérica es una serie de anime basada en la novela En famille de Hector Malot. La serie fue emitida originalmente en Japón en el año 1978, parte del contenedor World Masterpiece Theater o Sekai Meisaku Gekijou de Nippon Animation. El contenedor había antes y después producido una gran variedad de series de animación basadas en diferentes obras literarias infantiles; entre ellas estaban "Rascal, el mapache" (1977) y "Ana de las Tejas Verdes" (1979).

## Argumento
Ha pasado tan solo unos cinco días desde que el padre de la pequeña Perrine murió en una aldea de Bosnia dejando solas a su mujer e hija. Antes de morir, él le había pedido a su mujer que llevase a su hija donde su abuelo en Maraucourt, en la lejana Francia. Con la ayuda de un viejo carromato, su burro Parikal (Pelicare en Latinoamérica) y acompañadas por su fiel perro Barón, las dos parten, emprendiendo un largo y duro camino. Como no poseen mucho dinero, la madre de Perrine toma el oficio de su marido, el de fotógrafo ambulante y gana para los interminables gastos del viaje tomando fotografías en diferentes ciudades a través de Europa. Desde la muerte de su marido, la salud de la madre de Perrine no es muy buena, y a medida que pasa el tiempo su condición empeora. Por el otro lado, ambas hacen buenos amigos durante el trayecto conociendo a todo tipo de gente, en especial, el pequeño Marcel. Marcel es hijo de artistas de circo y así también un gran acróbata, él pronto se encariña con Perrine, su madre, Barón y también Palikar. La salud de la señora empeora mucho y una vez en París se ve incapaz de continuar. Las viajantes consiguen alojamiento en una pequeña posada dirigida por el avaro Simón y allí la madre pasa muchos días en cama. Ella sabe ahora que le queda poco tiempo de vida y decide confesarle a Perrine algunas cosas que había callado. Resulta que el abuelo de Perrine se había opuesto al matrimonio de su hijo con una extranjera y desde entonces no se habían vuelto a dirigir la palabra. Perrine no será recibida con los brazos abiertos en la casa de su abuelo y tendrá que ganarse su cariño gracias a su bondad y buenos consejos de su madre. Después de esta confesión, la señora muere tranquilamente y en unos días es enterrada en los alrededores. Perrine se queda sola con Barón tras haber tenido que vender a su fiel burro y emprende su viaje de nuevo hasta Maraucourt, donde espera que una persona que ni la conoce le permita quedarse en su casa.

## Temas musicales
- Japón:
  - (Inicio) "Perrine Monogatari" cantada por Kumiko Ōsugi.
  - (Cierre) "Kimagure Baron" cantada por Kumiko Ōsugi.
- España:
  - (Inicio) "Weint nicht mehr, Perrine" cantada por Katja Ebstein.
  - (Cierre) "Baron kleiner Hund".

## Doblaje
- Hispanoamérica (Redoblaje):
  - Perrine - Gianina Talloni

## Listado de episodios
- 1. La partida
- 2. El largo camino
- 3. Nueva esperanza
- 4. Un duque con la ropa sucia
- 5. Abuelo y nieto
- 6. Dos madres
- 7. El niño del circo
- 8. El burro embriagado
- 9. Competencia fotográfica
- 10. Los ladrones de cámara
- 11. Las aventuras de Barón
- 12. Una función especial
- 13. Travesía de los Alpes
- 14. Un país hermoso
- 15. Francia, Francia
- 16. Valiente decisión
- 17. Alojamiento en París
- 18. El viejo Simón
- 19. Compartiendo la pobreza
- 20. Adiós Parikal
- 21. Despedida de una madre
- 22. Amigos inolvidables
- 23. Perrine viaja sola
- 24. Perseguida por la mala suerte
- 25. Reencuentro con Parikal
- 26. Cri-Cri, ángel salvador
- 27. El encuentro con el abuelo
- 28. En la fábrica del abuelo
- 29. La cabaña junto a la laguna
- 30. Con fuerza propia
- 31. Los primeros invitados
- 32. El misterio del nombre
- 33. La billetera de Teodoro
- 34. Un día inolvidable
- 35. En una red de intriga
- 36. Esperanza y temor
- 37. El cambio
- 38. Aurelia va de compras
- 39. Noticias de la India
- 40. Pasión ciega
- 41. Llegando al palacio de Bilfran
- 42. La tristeza de Rosalie
- 43. Un domingo con buenos amigos
- 44. La visita de un pariente desagradable
- 45. Noticias de Bosnia
- 46. La tristeza del abuelo
- 47. Una nueva esperanza
- 48. Consecuencias de un incendio
- 49. Lágrimas de alegría
- 50. La primera nevazona
- 51. Un intento peligroso
- 52. Navidad, un deseo se realiza
- 53. El final de un largo viaje